# كونو ياسوي
كونو ياسوي (باليابانية: 保井コノ) هي أحيائية ومُدرسة وعالمة نبات يابانية، ولدت في 16 فبراير 1880 في كاغاوا في اليابان، وتوفيت في 24 مارس 1971 في بونكيو في اليابان.

## السيرة الذاتية
ولدت ياسوي في ولاية كاغاوا في عام 1880، تخرجت من مدرسة كاغاوا العادية في سنة 1898ومن شعبة العلوم في المدرسة النسوية العليا في سنة 1902. درست في مدرسة جيفو العليا للبنات ومدرسة كاندا للبنات حتى عام 1905 عندما تم إحداث دورة الدراسات العليا في المدرسة النسوية العليا. كانت أول امرأة تدخل الدورة مع تخصص في البحث العلمي: تخصصت في علم الحيوانات وعلم النبات، نشرت ورقة بحثية عن جهاز ويبيريان لدى أسماك الشبوط في مجلة علم الحيوانات في سنة 1905 لتصبح أول امرأة تنشر في هذه المجلة. نُشر بحثها عن السرخس المائي الـ سالفينيا السابحة في مجلة علوم النبات والمجلة البريطانية (عن علم النباتAnnals of Botany) وهو أول منشور لأبحاث المرأة اليابانية في مجلة أجنبية.
أكملت برنامج الدراسات العليا في المدرسة النسوية العليا في عام 1907، وأصبحت أستاذة مساعدة في المدرسة.
قامت وزارة التعليم اليابانية بإلزامها أن تدرج أبحاث الاقتصاد المنزلي إلى جانب البحث العلمي عندما تقدمت بطلبها للدراسة في الخارج، وأيضًا تعهدت بعدم الزواج والتزامها بحوثها العلمية.
سافرت إلى ألمانيا والولايات المتحدة الأمريكية سنة 1914 لإجراء البحوث الخلوية في جامعة شيكاغو. سافرت إلى جامعة هارفارد في سنة 1915 وقامت بدراسة على الفحم تحت إشراف الأستاذ إدوارد تشارلز جيفري، عادت إلى اليابان في يونيو 1916 واستمرت في بحوثها عن الفحم في جامعة طوكيو الإمبراطورية (جامعة طوكيو اليوم) حتى عام 1927.
درست علم الوراثة هناك أيضًا بين 1918 و1939 وأصبحت أستاذة في المدرسة النسوية العليا في طوكيو عام 1919، أكملت أطروحة الدكتوراه الخاصة بها (دراسات حول تركيب الفحم الحجري والفحم البني والفحم القاري في اليابان) في عام 1927 لتصبح أول امرأة يابانية تحصل على الدكتوراه في العلوم.
في عام 1929 قامت ياسوي بتأسيس مجلة علم الخلايا Cytologia وبدأت بحوثها في علم الوراثة لأنواع الخشخاش والذرة والتراديسكانتيا أو العنكبوتية وهي نوع من النباتات يضم العديد من الأصناف وذلك منذ عام 1924، وبدأت دراسة استقصائية للنباتات التي تأثرت بالإشعاعات النووية بعد قصف ناغازاكي وهيروشيما في عام 1945. تم تعينها أستاذة عندما تم تأسيس جامعة أوشانوميزو في عام 1949. أصبحت أستاذة فخرية بعد تقاعدها في عام 1952.
بحلول عام 1957 كانت قد نشرت ما يقرب من الـ 99 ورقة علمية بحثية. وفي عام 1955 حصلت على جائزة الشريط الأرجواني، ثم منحت وسام التاج الثمين والدرجة الثالثة والفراشة في عام 1965. توفيت في بونكيو وارد، طوكيو في 24 مارس 1971.